# Анасуя
Анасу́я (санскр. अनसूया «свободная от зависти и ревности») — жена древнеиндийского ведийского мудреца Атри. Анасуя была дочерью риши Кардамы и его жены Девахути. Мудрец Капила был её братом и учителем. В «Рамаяне» говорится, что Анасуя жила вместе со своим мужем Атри в маленьком ашраме в южной части леса Читракуты. Она была очень добродетельной и аскетичной, что позволило ей обрести огромные мистические силы. Когда, в период своего изгнания, Сита и её супруг Рама пришли к ней в гости, Анасуя оказала им гостеприимство и подарила Сите особую мазь, с помощью которой она могла навечно остаться молодой и красивой. Анасуя была матерью таких великих личностей, как Дурваса, Даттатрея и Чандра. Анасуя также была подругой Шакунталы.

## История явления Даттатреи
Анасуя была прекрасна и целомудренна. Описывается, что даже девы боялись, что в результате её великой аскезы она может овладеть их царством. Обеспокоенные, они пошли к Брахме, Вишну и Шиве. Приходя к каждому из них, они описывали её целомудренную преданность своему мужу Атри и её славу. Они говорили, что даже Солнце и огонь прислуживают ей и она может наложить проклятие на любого обитателя вселенной, если тот сделает что-то неправильно. Девы также высказали свои опасения того, что она может завладеть их царством. Услышав это, Брахма, Вишну и Шива, превратившись в нищенствующих монахов, отправились в ашрам Атри с намерением каким-либо образом опозорить её. Мужа Анасуи в это время не было дома, и Анасуя одна встретила их с великим уважением. Они сказали ей, что были очень голодны и попросили у неё еды. Анасуя смиренно сказала, что еда готова, но предложила им сначала совершить омовение и медитацию, так как скоро должен был вернуться домой её муж. На это монахи ответили, что они были слишком голодны и не в состоянии ждать возвращения её супруга. Затем они заявили, что хотели бы, чтобы Анасуя прислуживала им в обнажённом виде. Чистая и добродетельная Анасуя понимала, что это не простые гости, что они божественные личности. Она подумала, что они просто хотят испытать её и внутренне начала молиться своему мужу. Анасуя заверила гостей, что будет подавать им кушанья так, как они хотят. В своём уме она представила, что её гости — это её дети, пошла на кухню, сняла там одежду и принесла монахам воду и еду. За это короткое время, в результате действия её мистической силы, её гости превратились в младенцев. Увидав их, она почувствовала сильную родительскую любовь и её груди наполнились молоком. Она снова оделась и накормила из груди всех трёх младенцев.
Вишну, Верховный Господь всей вселенной, Брахма, её творец, и Шива, её разрушитель, имеющий третий глаз между бровей, сосали молоко из груди Анасуи, которая была счастлива и удовлетворена. Она играла с ними и ласкала их. Она положила их в колыбельку, спела им колыбельную песню и убаюкала их. Так, силой её аскезы тримурти стали её детьми.
Когда риши Атри вернулся домой и узнал о том, что произошло, он почувствовал себя счастливым. Благодаря своему духовному видению он узнал в младенцах тримурти и поклонился им. Тогда они приняли свою собственную форму и сказали Атри, что они были довольны добродетелью, которую продемонстрировала его жена, и готовы исполнить любое его желание. Анасуя тут же попросила своего мужа, чтобы эти три младенца остались их детьми. Тримурти согласились и снова приняли свою детскую форму. Анасуя дала имя Чандра Брахме, Датта — Вишну и Дурваса — Шиве.
Через какое-то время Чандра и Дурваса пришли к своей матери. Чандра сообщил ей, что отправляется жить в Чандра-мандалу, лунный мир, а Дурваса ушёл в паломничество и начал совершать аскезу. Анасуя дала им свои благословения и разрешила им уйти. Одновременно, тримурти, приняв единую форму Даттатреи, остались со своими родителями и ухаживали за ними. Впоследствии, Даттатрея разъяснил философское учение о душе, дав, в частности, духовные наставления Аларке, Прахладе, Яду, Хайхае и другим.